# Червоненська сільська рада (Гуляйпільський район)
| Червоненська сільська рада — колишній орган місцевого самоврядування у Гуляйпільському районі Запорізької області з адміністративним центром у с. Червоне. Історична дата утворення: в 1958 році. Водоймища на території, підпорядкованій даній раді: р. Гайчур. Сільській раді підпорядковані населені пункти: - с. Червоне - с. Степанівка |

## Склад ради
Рада складається з 14 депутатів та голови.

### Керівний склад ради
| ПІБ                        | Основні відомості                                                         | Дата обрання | Дата звільнення |
| -------------------------- | ------------------------------------------------------------------------- | ------------ | --------------- |
| Артюх Олександр Григорович | Сільський голова, 1960 року народження, освіта, безпартійний              | 26.03.2006   | 31.10.2010      |
| Крупа Наталія Іванівна     | Сільський голова, 1963 року народження, освіта вища, член Партії регіонів | 31.10.2010   |                 |

Примітка: таблиця складена за даними джерела

## Населення
Згідно з переписом УРСР 1989 року чисельність наявного населення сільської ради становила 700 осіб, з яких 311 чоловіків та 389 жінок.
За переписом населення України 2001 року в сільській раді мешкало 589 осіб.

### Мова
Розподіл населення за рідною мовою за даними перепису 2001 року:
| Мова       | Відсоток |
| ---------- | -------- |
| українська | 92,57 %  |
| російська  | 6,76 %   |
| болгарська | 0,17 %   |
| молдовська | 0,17 %   |
| румунська  | 0,17 %   |